# Gira Movistar Activa
Fue una gira patrocinada por la compañía telefónica Movistar en donde dos de los grupos más exitosos en ese entonces en España, La Oreja de Van Gogh y El Canto del Loco, hacían un alto en sus giras veraniegas para compartir escenario. Barcelona fue la primera ciudad que acogió la gira, para después visitar algunas de las ciudades más importantes de la geografía española.

## Fechas de la gira
| Fecha               | Ciudad        | País   | Recinto                       |
| ------------------- | ------------- | ------ | ----------------------------- |
| 2 de julio de 2003  | Barcelona     | España | Estadi Olimpic Lluis Companys |
| 3 de julio de 2003  | San Sebastián | España | Plaza de Toros de Illumbre    |
| 5 de julio de 2003  | La Coruña     | España | Coliseum                      |
| 10 de julio de 2003 | Madrid        | España | Plaza de Toros de Las Ventas  |
| 12 de julio de 2003 | Sevilla       | España | Auditorio de La Cartuja       |

- Datos: Q24175888